# Plasy (nádraží)
Plasy (dříve německy Plass) jsou železniční stanice v jihozápadní části města Plasy v okrese Plzeň-sever v Plzeňském kraji, nad údolím řeky Střely. Leží na neelektrizované jednokolejné trati Plzeň–Žatec.

## Historie
Stanice byla otevřena 8. srpna 1873 při zahájení plného provozu trati společnosti Plzeňsko-březenská dráha (EPPK) v úseku z Plas přes Žabokliky do stanice Březno u Chomutova, čímž bylo dokončeno celistvé dopravní spojení s Plzní (nákladní doprava do Plas zahájena již v lednu 1873). Budova vznikla dle typizovaného stavebního vzoru.
Po zestátnění společnosti 1. července 1884 v Rakousku-Uhersku pak obsluhovala stanici jedna společnost, Císařsko-královské státní dráhy (kkStB), po roce 1918 pak správu přebraly Československé státní dráhy.

## Popis
Nacházejí se zde dvě jednostranná nekrytá nástupiště, jedno vnější u budovy, druhé vnitřní s úrovňovým přístupem přechody přes koleje.